# Annopol (Grójec)
Pour les articles homonymes, voir Annopol (homonymie).
Annopol (prononciation : [anˈnɔpɔl]) est un village polonais de la gmina de Błędów dans le powiat de Grójec de la voïvodie de Mazovie dans le centre-est de la Pologne.

## Histoire
De 1975 à 1998, le village appartenait administrativement à la voïvodie de Radom.